# 重阳街道
重阳街道，是中华人民共和国河南省驻马店市上蔡县下辖的一个乡镇级行政单位。

## 行政区划
重阳街道下辖以下地区：
豫苑社区、建设路社区、黑龙潭社区、看花楼村、老谢庄村、李斯楼村、南大吴村、尚堂村和王营村。